# Канада на Летњим олимпијским играма 1984.
Канада је учествовала на Летњим олимпијским играма, одржаним 1984. године у Лос Анђелесу, САД, по осамнаести пут у својој историји. На овим играма канадски спортисти су освојили укупно четрдесет и четири медаље (десет златних, осамнаест сребрних и шеснаест бронзаних).
Канада није учествовала на претходно одржаним играма у Москви, када се придружила Америчком бојкоту игара. Игре у Лос Анђелесу су сада биле бојкотоване од стране Совјетског Савеза, тако да је и делом због изостанка најбољих спортиста источног блока, Канада направила праву жетву медаља најбогатију у својој дотадашњој историји учешћа на играма.
Канада је на овим играма имала екипу која је бројала 407 члана (261 спортиста и 124 спортисткиња) који су узели учешће у укупно 193 спортске дисциплине од 23 спортова у којима су се такмичили.
Канадским спортистима је највећи број медаља дошао из учешћа у спортовима на води, шест медаља у кајаку и кануу, шест у веслању, три у једриличарству, злато у скоковима у воду и десет у пливању. Алекс Бауман је освојио два злата оборивши уједно и два дотадашња светска рекорда у пливању. Виктор Дејвис је оборио светски рекорд и поред златне медаље је освојио и сребрну а својој ризници медаља је додао и сребрну коју је освојио у штафети 4х100 m. Ени Отенбрајт је освојила злато и сребро у пливању на 100m и 200m прсно у појединачној конкуренцији а у штафети 4х100 m је освојила бронзу. Силвија Берније је освојила злато у скоковима са одскочне даске. Лори Фенг је донела Канади прво злато у ритмичкој гимнастици. Ове игре су такође биле одскочна даска за многе Канађане у даљњој успешној спортској каријери као што су Стив Бауер, Курт Хернет и Силкен Лауман. На овим играма је први пут учествовао, као члан канадске штафете 4x100m и појединачно у трци на 100m, Бен Џонсон чије је учешће на следећим играма оставило неизбрисив траг у историји олимпијских игара.

### Освојене медаље на ЛОИ
| Освојене медаље канадских спортиста на ЛОИ 1984. |                                     |       |        |        |        |
| Спортиста                                        | Спорт                               | Злато | Сребро | Бронза | Укупно |
| Алекс Бауман                                     | Пливање — 200m и 400m мешовито, мушки | 2     | 0      | 0      | 2      |
| Лери Кејн                                        | Кану — C-1 500m и 1000m, мушки        | 1     | 1      | 0      | 2      |
| Виктор Дејвис                                    | Пливање — 200, 100 прсно, мушки     | 1     | 1      | 0      | 2      |
| Ени Отенбрајт                                    | Пливање — 200, 100 прсно, жене      | 1     | 1      | 0      | 2      |
| Кану двојац                                      | Кану — K-2 1000m, мушки              | 1     | 0      | 0      | 1      |
| Осмерац са кормиларем                            | Веслање — осмерац, мушки            | 1     | 0      | 0      | 1      |
| Лори Фенг                                        | Ритмичка гимнастика, жене           | 1     | 0      | 0      | 1      |
| Силвија Берније                                  | Скокови у воду — 3m, жене            | 1     | 0      | 0      | 1      |
| Линда Том                                        | Пиштољ — 25m, жене                   | 1     | 0      | 0      | 1      |
| Атлетика, штафета                                | Штафета — 4х100 , жене              | 0     | 1      | 0      | 1      |
| Атлетика, штафета                                | Штафета — 4х400 m, жене              | 0     | 1      | 0      | 1      |
| Пливање, штафета                                 | Штафета — 4х100 , мушки             | 0     | 1      | 0      | 1      |
| Шон О’Саливан                                    | Бокс — (71 kg), мушки               | 0     | 1      | 0      | 1      |
| Вили ДеВит                                       | Бокс — (91 kg), мушки               | 0     | 1      | 0      | 1      |
| Жак Деме                                         | Дизање тегова — (75 kg), мушки      | 0     | 1      | 0      | 1      |
| Роберт Мол                                       | Рвање — (+100 kg), мушки            | 0     | 1      | 0      | 1      |
| Стив Бауер                                       | Бициклизам — улична трка, мушки     | 0     | 1      | 0      | 1      |
| Кертис Харнет                                    | Бициклизам — 1000m, мушки            | 0     | 1      | 0      | 1      |
| Кану двојац                                      | Кану — K-2 500, мушки               | 0     | 1      | 0      | 1      |
| Веслање, двојац                                  | Женски пар, жене                    | 0     | 1      | 0      | 1      |
| Четверац са кормиларем                           | Веслање — четверац, жене            | 0     | 1      | 0      | 1      |
| Једрење                                          | Летећи Холанђанин, мушки            | 0     | 1      | 0      | 1      |
| Синхроно пливање                                 | Синхроно пливање — пар, жене        | 0     | 1      | 0      | 1      |
| Керолин Валдо                                    | Синхроно пливање соло — жене        | 0     | 1      | 0      | 1      |
| Бен Џонсон                                       | Атлетика — 100m, мушки               | 0     | 0      | 1      | 1      |
| Лин Вилијамс                                     | Атлетика — 3000m, жене               | 0     | 0      | 1      | 1      |
| Атлетика, штафета                                | Штафета — 4х100 , мушки             | 0     | 0      | 1      | 1      |
| Дејл Валтерс                                     | Бокс — (54 kg), мушки               | 0     | 0      | 1      | 1      |
| Марк Бергер                                      | Џудо — (+95 kg), мушки              | 0     | 0      | 1      | 1      |
| Кристофер Ринк                                   | Рвање — (82 kg), мушки              | 0     | 0      | 1      | 1      |
| Кану двојац                                      | Кану — K-2 500, мушки               | 0     | 0      | 1      | 1      |
| Кану, четверац                                   | Кану — K-4 500m, жене                | 0     | 0      | 1      | 1      |
| Веслање, двојац                                  | Женски пар, жене                    | 0     | 0      | 1      | 1      |
| Веслање, четверац                                | Четверац, мушки                     | 0     | 0      | 1      | 1      |
| Роберт Милс                                      | Веслање — појединачно, мушки        | 0     | 0      | 1      | 1      |
| Једрење                                          | Солинг — са кобилицом, мушки        | 0     | 0      | 1      | 1      |
| Теренс Нилсон                                    | Фин — чамац, мушки                  | 0     | 0      | 1      | 1      |
| Мајк Вест                                        | Пливање — 100m леђно, мушки          | 0     | 0      | 1      | 1      |
| Камерон Хениг                                    | Пливање — 200m леђно, мушки          | 0     | 0      | 1      | 1      |
| Пливање, штафета                                 | Мешовито — 4х100 , жене             | 0     | 0      | 1      | 1      |
| Укупно                                           | 12                                  | 10    | 18     | 16     | 44     |